# Strzelce Krajeńskie
Strzelce Krajeńskie (Duits: Friedeberg) is een stad in het Poolse woiwodschap Lubusz, gelegen in de powiat Strzelecko-drezdenecki. De oppervlakte bedraagt 4,94 km², het inwonertal 10.186 (2005).

## geschiedenis
In 1254 werd de hertog van Brandenburg dit gebied als huwelijksgeschenk door de hertog van Groot-Polen toegewezen. Waarschijnlijk heette het toen Strelci, maar in 1269 kreeg het de naam Friedeberg toen het als stad volgens Duits stadsrecht werd ingericht, een naam die de nieuwe burgers uit Saksen-Anhalt meenamen. Ontwikkeling kwam niet op gang zolang vanuit Polen het recht op dit gebied werd betwist.
In de 14de eeuw kreeg de stad een gerechtshof en marktrechten. Brandenburg verkocht de stad aan de Duitse Orde in 1402. In de nu volgende eeuw werd de stad herhaaldelijk verwoest door Poolse en door Hussietische troepen. In 1637 opnieuw door het keizerlijke leger. In de Zevenjarige Oorlog bezetten Russen en in 1806 Napoleontische troepen het stadje.
Ontwikkeling bleef uit, behalve enige hout- en meubelindustrie. Tussen ca 1750 en 1850 verdubbelde bevolking maar daarna stagneerde de groei. In 1939 zouden er 6.000 inwoners zijn.
In 1920 werd de stad toegevoegd aan de nieuwe Duitse provincie 'Grenzmark Posen-Westpreußen', een restant van de bij het Verdrag van Versailles aan Polen afgestane gelijknamige provincies Posen en West-Pruisen. In 1938 keerde ze terug in Pommeren, na de Duitse bezetting van Polen. Begin 1945 verwoestte het Sovjet-leger de stad grotendeels. Alleen de grotere stenen bouwwerken zouden weer gerestaureerd worden. De bevolking werd verdreven (zie Verdrijving van Duitsers na de Tweede Wereldoorlog) en een nieuwe bevolking van vooral Galiciërs uit het Pools-Oekraïense grensgebied kwam ervoor in de plaats.  
In Friedeberg zijn geboren:
- Wilhelm Uhde (1874–1947), kunsthandelaar en -verzamelaar, emigreerde naar Frankrijk en moest daar wegens zijn Joodse afkomst onderduiken.
- Georg Karg (1888–1972), breidde de warenhuisketen Hermann Tietz OHG uit met onder meer het Kaufhaus des Westens (KaDeWe). Het concern werd ‘geariseerd’ door de nationaalsocialisten, maar na de oorlog herleefde het in de winkelketen Karstadt.

## Verkeer en vervoer
- Station Strzelce Krajeńskie Wschód